# Гаряча картопля
«Гаряча картопля» («La patata bollente») — італійська еротична комедія 1979 року, знятий режисером Стено на кіностудії «Irrigazione Cinematografica».

## Сюжет
У молодого міланського робітника-комуніста Ганді є чудова дівчина і повага товаришів. Якось уночі, на одного таємничого хлопця нападають фашисти і він укриває його в себе вдома. Хлопець виявляється гомосексуалом і їхнє знайомство незабаром перетворюється на клубок нерозв'язних проблем.

## У ролях
- Ренато Поццетто: Бернардо Мамбеллі, якого називають Ганді
- Массімо Раньєрі: Клаудіо
- Едвіж Фенек: Марія
- Маріо Скарпетта: Вальтер
- Адріана Руссо: Патріція, подруга Марії
- Клара Колозімо: Ельвіра, консьєржка
- Лука Спортеллі: П'єтро, швейцар, чоловік Ельвіри
- Серджо Чуллі: Меравіґлі, профспілковий працівник
- Лоріс Баццоккі: робітник
- Наццарено Натале: робітник
- Даріо Гірарді: робітник
- Гірардо Леоні: директор фабрики
- Умберто Рахо: лікар
- Піа Велсі: черниця
- Джорджо Вінья: Марчелло, колишній хлопець Клаудіо
- Даріо Піно: продавець книжок
- Енніо Антонеллі: чоловік у кіоску з безкоштовними напоями

## Знімальна група
- Режисер: Стено
- Сценаристи: Стено, Джорджо Арлоріо, Енріко Ванціна
- Продюсер: Акілле Мандзотті
- Оператор: Еміліо Лоффредо
- Композитор: Тото Савіо